# Brigitte Grothum
Brigitte Grothum (Dessau (Saxe-Anhalt), 23 ou 26 février 1935) est une actrice allemande.

## Filmographie

### Cinéma
- 1957 : Die Letzten werden die Ersten sein
- 1961 : Le Miracle du père Malachias (Das Wunder des Malachias) de Bernhard Wicki
- 1962 : Le Requin harponne Scotland Yard
- 1968 : L'Astragale

### Télévision
- 1965 : Monde und Sonnen
- 1966 : Das ganz große Ding
- 1986 : Liebling Kreuzberg
- 2013 : Mon amant, son père et moi

## Théâtre
En 2011 et 2012, elle joue dans Kalender Girls à Berlin et Hamburg, une adaptation de Calendar Girls, aux côtés de Sylvia Wintergrün, Manon Straché, Gaby Gasser (de), Herma Koehn (de) et Ingrid Mülleder (de),.